# Piano elétrico
O Piano Elétrico (E-Piano ou EP, sigla utilizada nos teclados modernos) nada mais é que uma modalidade de piano, só que, como diz o nome, é elétrico. Alcançou grande popularidade durante as décadas de 60 e 70. Por serem mais leves e portáteis, foram usados tanto na substituição do piano comum como na utilização de estudo de piano em escolas (por poderem ser utilizados com fones de ouvido).

## Funcionamento e História

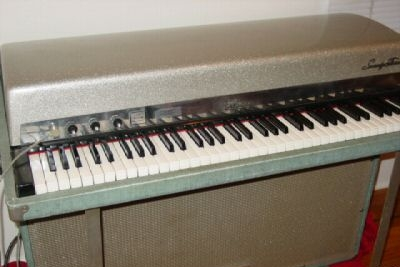
Piano Eléctrico Fender Rhodes,
modelo Suitcase 61.

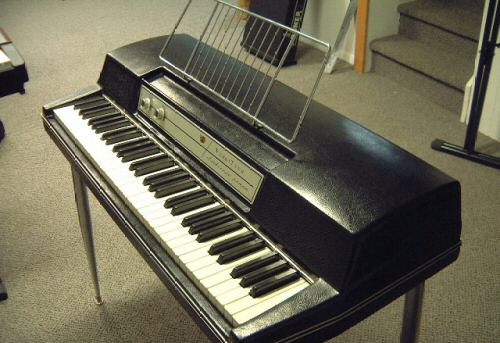
Piano Eléctrico Wurlitzer,
modelo 200A.

Diferente do piano digital (ou piano electrónico), cujo som é produzido de forma digital, o piano elétrico tem o seu som produzido de forma eletro-acústica. O som é produzido mecanicamente e seu sons são transformados em sinais elétricos. Conforme o tipo de fonocaptadores utilizados, os pianos eléctricos podem ser electro-estáticos (o modelo CP-70 da Yamaha, Wurlitzer) ou electro-magnéticos (Neo-Bechstein electric grand piano, os pianos eléctricos da Rhodes). Ainda, conforme a maneira como o som é produzido, podem ser cordas percutidas (Neo-Bechstein electric grand piano, CP-70 da Yamaha), lâminas ou barras metálicas percutidas (pianos eléctricos Wurlitzer, pianos eléctricos Rhodes), ou até lâminas metálicas beliscadas (o modelo Pianet da Hohner). A empresa RMI também fabricou um modelo notável, o 368x Electra Piano, combinando cravo e piano elétrico.
Os primeiros pianos elétricos foram produzidos na década de 1920. O Neo-Bechstein electric grand piano, de 1929, foi o primeiro a ser constituído.
Esses tipos de piano pararam de ser produzidos; os últimos a serem fabricados foram feitos em meados da década de 1980.
Muitos grupos pop famosos utilizaram pianos elétricos, como é o caso The Beatles (em "Get Back", por Billy Preston), o Pink Floyd ("Sheep"), Billy Joel ("Just The Way You Are", seu maior hit) e Stevie Wonder ("You Are the Sunshine Of My Life", uma de suas músicas mais conhecidas) e até mesmo o Radiohead (em "Everything in Its Right Place" e "Morning Bell"), entre outros. Nestas músicas, esses artistas utilizaram o piano elétrico da marca Fender Rhodes. Veja a lista abaixo:

## Técnicas e estilos
Como no caso violão vs. guitarra eléctrica, o som do piano elétrico difere muito do piano acústico, e o piano elétrico é muitas vezes usado pelos artistas para criar um som original, autêntico, além de ser mais portátil.

## Outros instrumentos
Alguns instrumentos electro-acústicos estão relacionados com o piano eléctrico, por se tratarem também de instrumentos com teclas. No entanto, o objectivo da sua criação foi o de substituir outros instrumentos:
- Clavicórdios eléctricos: o modelo Clavinet da Hohner
- Cravos eléctricos: o modelo Cembalet da Hohner, o Combo Harpsichord da Baldwin

## Exemplos de pianos eléctricos
- Fender Rhodes (Mark I, Mark II, Mark III, Mark V, Mark 7 (not "VII") [production pending autumn 2007])
- Hohner Pianet
- RMI Electra Piano
- Wurlitzer EP-200A
- Yamaha CP-70 Electric Grand Piano
- Suette Brasil

## Músicas populares feitas com pianos elétricos
- RMI 368x Electra:
  - Yes: "Cans and Brahms"
  - Genesis: "The Lamb Lies Down on Broadway", "Carpet Crawlers"
- Fender Rhodes:
  - Stevie Wonder: "Superwoman", "I Love Every Little Thing About You", "You Are the Sunshine Of My Life", "All I Do", "Living for the City", "Too High",
  - Donny Hathaway: "Put Your Hands In The Hand", "This Christimas"
  - Claudio Zoli: "Na Sombra de uma Árvore", "Festa Funk"
  - The Beatles: "Get Back" (played by Billy Preston)
  - Chick Corea: "Spain", "La Fiesta", "Crystal Silence"
  - Herbie Hancock: "Chameleon"
  - Billy Joel: "Just The Way You Are"
  - The Doors: "Riders on the Storm"
  - Styx: "Babe", "Don't Let It End"
  - Pink Floyd: "Sheep"
  - Radiohead: "Everything in Its Right Place", "Morning Bell"
- Hohner Cembalet:
  - The Stranglers: "(Get a) Grip (on Yourself)"
  - The Stranglers: "No More Heroes"
  - Manfred Mann: "Do Wah Diddy Diddy"
- Hohner Clavinet:
  - Commodores: "Machine Gun", "Young Girls Are My Weakness"
  - Foreigner: "Urgent"
  - Stevie Wonder: "Superstition"
  - The Band: "Up On Cripple Creek", "The Shape I'm In"
  - Gorillaz: "Dirty Harry", " Hong Kong ((Song)) "
  - Led Zeppelin: "Trampled Under Foot"
  - Emerson, Lake and Palmer: "Nut Rocker"
  - Abba: "S.O.S"
  - Mutantes: "Hoje é o Primeiro Dia do Resto da sua Vida"
- Hohner Electra Piano:
  - Led Zeppelin: "Stairway to Heaven", "Down By the Seaside", "No Quarter", "Misty Mountain Hop","
- Hohner Pianet (N):
  - Beatles: "The Night Before", "You Like Me Too Much", "I am the Walrus"
  - The Guess Who: "These Eyes"
  - Herman's Hermits: "I'm Into Something Good"
  - The Zombies: "She's Not There," "Tell Her No" and nearly all recordings from 1964-1966.
  - The Kingsmen: "Louie Louie"
  - Genesis: "Musical Box"
- Wurlitzer Electric Piano 200 A
  - Cannonball Adderley Quintet: "Mercy, Mercy, Mercy"
  - Supertramp: "Bloody Well Right", "Dreamer", "The Logical Song", "Goodbye Stranger", "Lady", "Oh Darling", "You Started Laughing", "Poor Boy", "Just Another Nervous Wreck", "Hide in Your Shell"
  - Steely Dan: "Do It Again", "Dirty Work", "Your Gold Teeth", "Everyone's Gone To The Movies", "Jack of Speed", "Two Against Nature", "Slang of Ages", "Pretzel Logic"
  - Little Feat: "Fat Man in the Bathtub (live)", "Day or Night", "One Love Stand", "Mercenary Territory", "Hoy Hoy"
  - Ray Charles: "What'd I Say"
  - The Remains: (nearly all recordings)
  - Beck: "Where It's At"
  - Van Halen: "And The Cradle Will Rock"
  - Queen: "You're My Best Friend"
  - Pink Floyd: "Money"
- Baldwin Combo Harpsichord:
  - Beatles: "Because"
  - Paul McCartney: "Fine Line"
- Yamaha Electric Grand:
  - Boomtown Rats: "Rat Trap"
  - Cold Chisel: "Choir Girl"
  - Keane: "Somewhere Only We Know"
  - U2: "New Year's Day"
  - Ultravox: "Vienna"

### Estilos músicais marcados pelo uso do piano elétrico
- Rock
- Pop
- Heavy Metal
- Funk
- Jazz Fusion

### Artistas notáveis no uso do piano elétrico
- Supertramp
- Steely Dan
- The Beatles
- Chick Corea
- Herbie Hancock
- Joe Zawinul